# Florjan Lipuš
Florjan Lipuš, (psevdonim Boro Kostanek), slovenski zamejski pisatelj in prevajalec, * 4. maj 1937, Lobnik pri Železni Kapli, Koroška, Avstrija.

## Življenje in delo
Florjan Lipuš je najpomembnejši slovenski pripovednik na avstrijskem Koroškem. Leta 1946 je začel obiskovati osnovno šolo v Lepeni. Na Plešivcu je obiskoval humanistično gimnazijo. Leta 1958 je maturiral in nato je 4 leta študiral bogoslovje v Celovcu, a je študij prekinil. Po prekinitvi študija leta 1962 je opravljal različne poklice: od pisarja, poštnega uradnika, do zavarovalničarja. Leta 1966 je zaključil študij na pedagoški akademiji v Celovcu in istega leta postal osnovnošolski učitelj. Poučeval je v Remšeniku, Lepeni in po letu 1985 v Šentlipšu. Leta 1985 je postal (zunanji) dopisni član SAZU. Upokojil se je leta 1988.

## Literarni opus
Florjan Lipuš se je s pisateljevanjem ukvarjal že v času gimnazije. Takrat je bil urednik slovenskega lista Kres. Od leta 1960 naprej je bil soustanovitelj in glavni urednik osrednje slovenske koroške revije Mladje, v kateri so avtorji obravnavali literaturo, umetnost in družbena vprašanja.
Lipušev literarni opus zajema pripovedništvo, pesništvo in dramatiko. 
S svojim pretežno modernističnim pisanjem se vključuje v pisateljstvo, kakršno se je v matični književnosti razmahnilo okoli leta 1970 in pozneje. 
Lipuševa književnost je snovno in slogovno raznovrstna, v njenem vsebinskem jedru je slovensko-koroški problem. Uporablja radikalizem, v njegovih delih se pojavlja element raznarodovanja. Problematiko zamejskih Slovencev Lipuš izraža skozi eksistencialistično filozofijo. Za svoj književni opus je leta 2004 prejel Prešernovo nagrado, bil je nominiran za nagrado Kresnik 2004, na Dunaju je bil odlikovan s častno nagrado za književnost 2005.
Leta 2018 je zavoljo zapleta z dvojezičnimi tablami v njegovi rojstni vasi Sele v občini Žitara vas, po dvajsetih letih iz prostesta vrnil častno občanstvo.
Izdal je večjezično zbirko svojih govorov (Freude und Wehmut: Rede = Veselje in otožnost = Gioia e tristezza = Joy and sorrow, 2004).
Z jezikom smo ali nismo.— Florjan Lipuš

### Drama
- Mrtvo oznanilo (1963)

### Črtice
- Črtice mimogrede, Državna založba Slovenije, Ljubljana, 1964 (COBISS)
- Zgodbe o čuših, Državna založba Slovenije, Ljubljana, 1973 (COBISS)
- Jalov pelin, Drava, Celovec, 1985 (COBISS)
- Prošnji dan, Wieser, Celovec, 1987 (COBISS)
- Sršeni (1997)
- Mirne duše (2015)

### Romani
- Zmote dijaka Tjaža (1972)
- Odstranitev moje vasi, Drava, Celovec, 1983 (COBISS)
- Srčne pege (1991) (Cobiss) Arhivirano 2016-03-04 na Wayback Machine.
- Stesnitev (1995) (Cobiss)
- Boštjanov let (2003) (Cobiss)
- Gramoz (2017)

### Antologijski izbor proze
- Škorenj (1976) (Cobiss)

## Nagrade in priznanja
- Zlata ptica, Ljubljana 1972
- Literarna nagrada Slovenske prosvetne zveze, Celovec, 1973
- Nagrada Prešernovega sklada, Ljubljana 1975
- Podporna nagrada za literaturo Zveznega ministrstva za pouk in umetnost, Dunaj 1982
- dopisni član SAZU (1985)
- Letna štipendija iz jubilejnega fonda Literar-Mechane, Dunaj 1987
- Državna štipendija za literaturo Zveznega ministrstva za pouk, umetnost in šport, Dunaj 1988
- Koroška deželna kulturna nagrada za literaturo, Celovec 1995
- Projektna štipendija Urada zveznega kanclerja za literaturo, Dunaj 1997/98
- Projektna štipendija Urada zveznega kanclerja za literaturo, Dunaj 2000/01
- Častni križ za znanost in umetnost Republike Avstrije, Dunaj 2002.
- Prešernova nagrada, Ljubljana 2004
- Častna nagrada za književnost Republike Avstrije, Dunaj, 2005
- Petrarcova nagrada, Kloster Benediktbeuern, 2011
- Literaturpreis der Stadt Graz/Franz-Nabl-Preis, Gradec, 2013
- Velika avstrijska državna nagrada (najvišje avstrijsko kulturno priznanje), Dunaj, 2018
- Zlati red za zasluge RS, Ljubljana, 2019
- Častni doktorat Alpsko-jadranske univerze v Celovcu, 2022
- Zlati častni znak dežele Koroške, 2022